# Юстина Бурська
Юстина Бурська (пол. Justyna Burska; 7 квітня 1995 — 17 серпня 2024) — польська плавчиня. Учасниця Чемпіонату світу з водних видів спорту 2019, де в марафонському плаванні на дистанціях 5 і 10 кілометрів посіла, відповідно, 34-те і 47-ме місця.